# Lady Greengrass
"Lady Greengrass" is de enige single van The Ones, de voorloper van wat even later Tangerine Dream zou gaan heten. Er volgde geen albumversie. De muziek is in tegenstelling tot de muziek die TD later zou maken gemiddelde popmuziek van de eindjaren 60. Een doorsnee geluid dus veroorzaakt doordat de band in die tijd nog een coverband was. Het nummer Lady Greengrass was echter wel door de band zelf geschreven. Edgar Froese had een eerste aandeel in de B-kant Love of mine (3:04) van wederom Charly Prince en Michael Auerbach.
Lady Greengrass bevat de zinsnede She lifts her dress and floats to dreamland ... the trees turn tangerine, wellicht de basis voor de toekomstige groepsnaam.